# Aristio Louel
Aristio Louel fue un músico francés del siglo XIX, hermano de Alexandre.
Tocaba con perfección varios instrumentos y fue profesor de música en Nantes. Además de componer varias fantasías para piano, impresas en París en 1844, publicó una obra didáctica musical titulada Grammaire musicale on Abrégé des principes de musique (Nantes, 1840). Entre sus producciones para el piano estuvo muy en boga la titulada Près d´un berceau.